# دراسات الرومانسية
دراسات الرومانسية عبارة عن نظام أكاديمي شامل يغطي دراسة اللغات والآداب والثقافات في المناطق الناطقة لغة الرومانسية. وغالبًا ما تشتمل إدارات دراسات الرومانسية على دراسة اللغة الإسبانية واللغة الفرنسية واللغة الإيطالية واللغة البرتغالية. وتشتمل لغات الدراسة الإضافية على اللغة الكاتالونية واللغة الرومانية، بالإضافة إلى لغات أخرى.
وتختلف إدارات دراسات الرومانسية عن الإدارات التي تضم لغة واحدة أو لغتين في أنها تحاول تخطي العوائق في المنح الدراسية بين اللغات المختلفة، من خلال العمل بين الأنظمة أو العمل المقارن. وتختلف هذه الإدارات عن إدارات لغة الرومانسية في أنها تركز بشكل كبير على الاتصالات بين اللغة والأداب، من ناحية، والثقافة والتاريخ والسياسات على الجانب الآخر.
نظرًا لأن معظم الأماكن في أمريكا اللاتينية تتحدث لغة الرومانسية، تتم دراسة أمريكا اللاتينية كذلك في إدارات الدراسات الرومانسية. ونتيجة لذلك، فإنه يتم في بعض الأحيان تعليم اللغات بخلاف الرومانسية في أمريكا اللاتينية، مثل لغة كتشوا، في إدارات دراسات الرومانسية.

## قائمة المصادر
- Günter Holtus, Michael Metzeltin, Christian Schmitt (Hrsg.): Lexikon der Romanistischen Linguistik (LRL), Tübingen: Niemeyer, 1988-2005 (12 volumes).
- Petrea Lindenbauer, Michael Metzeltin, Margit Thir: Die romanischen Sprachen. Eine einführende Übersicht, Wilhelmsfeld, Egert, 1995.
- Michael Metzeltin: Gramática explicativa de la lengua castellana. De la sintaxis a la semántica., Wien, Praesens Verlag, 2009
- Michael Metzeltin: Erklärende Grammatik der romanischen Sprachen, Wien, Praesens, 2010.
- Michael Metzeltin: Las lenguas románicas estándar. Historia de su formación y de su uso, Uviéu, Academia de la Llingua Asturiana, 2004, 300 pp. online version